# تاریخ ترابری ریلی در ایران
پیشینهٔ راه‌آهن در ایران:
| روز          | ماه          | سال  | شرح                                                                     |
| ------------ | ------------ | ---- | ----------------------------------------------------------------------- |
| نهم          | خرداد ماه    | ۱۳۰۴ | تصویب قانون انحصار قند و شکر برای تأمین مصارف راه‌آهن                    |
| بیست و سوم   | مهرماه       | ۱۳۰۶ | آغاز ساختمان راه‌آهن                                                     |
| دوازدهم      | مرداد        | ۱۳۱۴ | تصویب قانون تأسیس سازمان و تشکیلات راه‌آهن شاهنشاهی ایران                |
| سی ام        | بهمن ماه     | ۱۳۱۵ | اتصال راه‌آهن شمال به تهران و عبور اولین قطار                            |
| بیست و چهارم | اسفند ماه    | ۱۳۱۶ | زدن اولین کلنگ ساختمان راه‌آهن گرمسار - مشهد                             |
| چهارم        | شهریورماه    | ۱۳۱۷ | خاتمه ساختمان و اتصال راه‌آهن سراسری در ایستگاه سمیه                     |
| هشتم         | آبان ماه     | ۱۳۱۷ | آغاز ساختمان راه‌آهن شمال غرب (تهران - تبریز)                            |
| نهم          | آذرماه       | ۱۳۱۷ | آغاز ساختمان قم - یزد                                                   |
| دوازدهم      | مهرماه       | ۱۳۱۹ | افتتاح راه آهن تهران - زنجان                                            |
| نهم          | آذرماه       | ۱۳۲۴ | دریافت نشان لیاقت به مناسبت فعالیت مطلوب و پیروزی در جنگ جهانی دوم      |
| اول          | مرداد ماه    | ۱۳۳۵ | افتتاح راه‌آهن نیشابور                                                   |
| دوازدهم      | اردیبهشت ماه | ۱۳۳۶ | افتتاح راه‌آهن تهران - مشهد                                              |
| چهارم        | اردیبشهت ماه | ۱۳۳۷ | افتتاح راه‌آهن تهران - تبریز                                             |
| نهم          | آبان ماه     | ۱۳۳۹ | افتتاح راه‌آهن بندرترکمن - گرگان                                         |
| بیست و پنجم  | شهریورماه    | ۱۳۴۴ | افتتاح ساختمان جدید ایستگاه بزرگ راه‌آهن تبریز                           |
| چهارم        | آبان ماه     | ۱۳۴۵ | افتتاح ساختمان جدید ایستگاه بزرگ راه‌آهن مشهد                            |
| چهارم        | آبان         | ۱۳۴۶ | افتتاح راه‌آهن عجب شیر - بندر رحمانلو (دریاچه ارومیه)                    |
| شانزدهم      | اردیبهشت ماه | ۱۳۴۷ | آغاز ریل گذاری خط بادرود - اصفهان                                       |
| دهم          | دی ماه       | ۱۳۴۸ | اتصال راه‌آهن به کارخانه ذوب آهن در ایستگاه زرین شهر                     |
| بیست و هشتم  | اردیبهشت     | ۱۳۵۰ | افتتاح و بهره‌برداری از خط کاشان - بافق - زرند                           |
| پنجم         | مهرماه       | ۱۳۵۰ | افتتاح راه‌آهن شرفخانه - رازی (مرز ترکیه)                                |
| نهم          | آبان ماه     | ۱۳۵۶ | افتتاح و بهره‌برداری از خط کرمان - زرند                                  |
| بیست و دوم   | اسفند ماه    | ۱۳۶۹ | انتقال راه‌آهن ازسیستم دولتی به شرکت سهامی خاص                           |
| نهم          | مرداد ماه    | ۱۳۷۲ | افتتاح و بهره‌برداری از خط سیرجان - تزرج                                 |
| ششم          | آبان ماه     | ۱۳۷۳ | افتتاح و بهره‌برداری از خط تزرج - فین                                    |
| بیست و ششم   | اسفند ماه    | ۱۳۷۳ | افتتاح و آغاز بهره‌برداری از خط بافق - بندرعباس                          |
| نهم          | شهریور ماه   | ۱۳۷۴ | افتتاح و بهره‌برداری از خط دوم دامغان - شاهرود                           |
| بیست و چهارم | اردیبهشت ماه | ۱۳۷۵ | افتتاح و بهره‌برداری از خط مشهد - سرخس                                   |
| پنجم         | شهریور ماه   | ۱۳۷۵ | افتتاح و بهره‌برداری از خط دوم تهران - گرمسار                            |
| دوازدهم      | خرداد ماه    | ۱۳۷۶ | افتتاح و بهره‌برداری از خط بادرود - میبد                                 |
| چهاردهم      | اسفند ماه    | ۱۳۷۷ | افتتاح خط آهن اردکان - چادرملو                                          |
| بیست و پنجم  | اسفندماه     | ۱۳۷۷ | افتتاح یک خط از دو خط آپرین - محمدیه                                    |
| بیست و پنجم  | اسفندماه     | ۱۳۷۸ | افتتاح خط سلام-شهید مطهری و خط دوم فریمان - سلام                        |
| بیستم        | اسفند ماه    | ۱۳۷۹ | افتتاح خط دوم آپرین (اسلامشهر) - محمدیه (قم)                            |
| بیستم        | اسفند ماه    | ۱۳۷۹ | افتتاح ۱۵۰ کیلومتر از خط دوم تهران - مشهد                               |
|              |              | ۱۳۸۰ | افتتاح خط سوم واریانت آبگرم: امروان و ۳۹۰ کیلومتر (دوخطه) گرمسار - مشهد |
| بیستم        | خردادا ماه   | ۱۳۸۱ | افتتاح دو خطه تهران- مشهد به طور کامل                                   |
|              |              | ۱۳۸۱ | افتتاح خط آپرین - بهرام                                                 |
| بیست و نهم   | بهمن ماه     | ۱۳۸۲ | انفجار قطار در نیشابور                                                  |
| دوم          | دی ماه       | ۱۳۸۳ | افتتاح راه آهن بم - کرمان                                               |
| سیزدهم       | مهرماه       | ۱۳۸۳ | عملیاتی شدن خط آهن بافق - چادرملو                                       |
| سیزدهم       | اردیبهشت ماه | ۱۳۸۴ | افتتاح خط آهن بافق - مشهد                                               |
| هشتم         | مرداد ماه    | ۱۳۸۵ | افتتاح ۱۰۰ کیلومتر از خط دوم محور بافق - بندرعباس                       |
|              |              | ۱۳۸۵ | افتتاح خط دوم جنت‌آباد - احمدآباد                                        |
|              |              | ۱۳۸۵ | افتتاح خط تربت حیدریه - خواف                                            |
| بیست و نهم   | اسفند        | ۱۳۹۶ | افتتاح خط آهن ملایر-کرمانشاه                                            |
|              |              |      |                                                                         |
|              |              |      |                                                                         |
|              |              |      |                                                                         |